# Bukit Terak
Bukit Terak is een bestuurslaag in het regentschap Bangka Barat van de provincie Bangka-Belitung, Indonesië. Bukit Terak telt 1742 inwoners (volkstelling 2010).